# Henk Kesler
Hendrik Willem (Henk) Kesler (Enschede, 9 maart 1949) is een Nederlandse voetbalbestuurder. Eerder was hij advocaat.
Na zijn gymnasiumopleiding studeerde hij Nederlands Recht aan de Rijksuniversiteit Groningen, voetbalde bij en was bestuurslid van de GSAVV Forward, vervulde daarna zijn militaire dienstplicht en ging in 1973 als advocaat bij het kantoor mrs. Meulink & Leppink in Enschede aan de slag. In 1985 werd hij in dezelfde plaats directeur van Hartman Groep b.v. en in 1990 opnieuw advocaat, ditmaal bij het kantoor De Jonge, Peters & Remmelink, eveneens te Enschede, tot 2000. Daarnaast vervulde hij bestuurlijke functies in het bedrijfsleven, de gezondheidszorg en de advocatuur.

## Voetbalwereld
In december 2000 volgde hij Arie van Eijden op als directeur betaald voetbal bij de KNVB. Sinds 1995 had hij deel uitgemaakt van het sectiebestuur betaald voetbal .Tussen 1982 en 1994 bekleedde Kesler bestuursfuncties bij FC Twente. Hij was er secretaris, penningmeester en vicevoorzitter.
Tijdens Keslers directeurschap begon de KNVB al in 2000 bij politiek Den Haag te ijveren voor de zogeheten Voetbalwet, een pakket maatregelen dat burgemeesters en officieren van justitie meer mogelijkheden biedt relschoppers rondom publieksevenementen te bestraffen. De KNVB ontwierp uiteindelijk zelf een conceptwet die in licht aangepaste vorm als wetsvoorstel is aangenomen door de Tweede Kamer in april 2009. De Eerste Kamer keurde het voorstel ruim een jaar later, op 6 juli 2010, goed.
Verder kwam in 2004 onder de leiding van Kesler een nieuw licentiesysteem tot stand voor betaaldvoetbalorganisaties. Het systeem bevordert de continuïteit van het betaald voetbal. Clubs krijgen van de KNVB een licentie wanneer zij voldoen aan onder meer financiële vereisten en aan eisen op het vlak van infrastructuur en veiligheid.
De businessunit betaald voetbal bracht verder zijn commerciële activiteiten op een hoger peil. Zo wordt thans meer rendement gehaald uit onder andere sponsorovereenkomsten, tv-rechten en merchandising. Onder Kesler is ook gewerkt aan goede verhoudingen met de clubs en belangenorganisaties als spelersvakbond VVCS.
Sinds 2004 is Kesler bestuurslid van de Stichting Cruyff Courts KNVB Velden. Dat is een samenwerking van de Cruyff Foundation en de KNVB die veldjes, zogeheten KNVB Cruyff Courts, realiseert in kwetsbare wijken. Ook is hij bestuurslid van de stichting Eredivisie Vrouwen. Verder is Kesler commissaris bij Tootal Fabrics b.v. in Enschede en arbiter bij het internationale sporttribunaal (CAS) in Lausanne.
Op 15 december 2007 raakte Kesler in opspraak toen hij omwille van looneisen stakende Nederlandse politieagenten die voor de afgelasting van twee voetbalwedstrijden verantwoordelijk waren, op de website van de KNVB "gefrustreerde vakbondsbaasjes" en "verwende kereltjes" noemde en minister van Binnenlandse Zaken Guusje ter Horst opriep niet op de eisen van de stakende agenten in te gaan. Dit leidde tot veel opschudding, niet alleen de Raad van Hoofdcommissarissen maar ook de raad van toezicht van de KNVB eisten excuses van Kesler. In eerste instantie wilde hij zijn verontschuldigingen niet aanbieden, later maakte hij die alsnog.
Kesler is als directeur betaald voetbal bij de KNVB per 1 september 2010 opgevolgd door Bert van Oostveen.

## Persoonlijk
Henk Kesler is getrouwd en heeft drie dochters.